# Case impossibili on the beach
Case impossibili on the beach (Buying the Beach) è un docu-reality statunitense, andato in onda nel 2014 su Destination America e trasmesso in Italia da HGTV

## Format
La trasmissione segue aspiranti proprietari alla ricerca di un'abitazione sulle spiagge statunitensi con l'assistenza di un agente immobiliare locale. Il programma televisivo è uno spin-off di Case impossibili: Alaska e Case impossibili: Mississippi.

## Episodi
| Stagione       | Episodi | Prima TV USA | Prima TV Italia |
| -------------- | ------- | ------------ | --------------- |
| Prima stagione | 16      | 2014         | 2015            |

Stagione 1
| nº | Titolo                      | Prima TV USA | Prima TV Italia |
| -- | --------------------------- | ------------ | --------------- |
| 1  | Passione per le isole       | 2014         | 2015            |
| 2  | Mare in giardino            | 2014         | 2015            |
| 3  | Casa economica              | 2014         | 2015            |
| 4  | Ristrutturazione completa   | 2014         | 2015            |
| 5  | Vista baia o vista oceano?  | 2014         | 2017            |
| 6  | Dune di sabbia              | 2014         | 2015            |
| 7  | Milionari su un'isola       | 2014         | 2015            |
| 8  | 4x4                         | 2014         | 2015            |
| 9  | Tutti eleganti              | 2014         | 2015            |
| 10 | Capanne di sabbia           | 2014         | 2015            |
| 11 | Beach Brothers              | 2014         | 2015            |
| 12 | Castelli di sabbia          | 2014         | 2015            |
| 13 | L'isola dell'esilio         | 2014         | 2015            |
| 14 | Tra gli Appalachi           | 2014         | 2015            |
| 15 | Il Texas ce l'ha più grande | 2014         | 2015            |
| 16 | Vita sull'isola             | 2014         | 2015            |